# Волковская (железнодорожная станция)
Во́лковская — грузовая и узловая станция Октябрьской железной дороги в одноимённом историческом районе. Волковский пост открыт в 1900 году на западном выходе из участка параллельного хода Соединительной линии Николаевской железной дороги и железной дороги Путиловского товарищества («Путиловская линия»). На восточном выходе, в месте разветвления этих линий был организован пост «Воздухоплавательный парк» рядом с одноимённой платформой Московско-Виндаво-Рыбинской (нынешней Витебской) железной дороги.
До этой реорганизации, в ходе которой был спрямлён выступ Соединительной ветви, на месте Волковского поста с момента постройки Путиловской ветви действовал железнодорожный разъезд обеих линий.

## Расположение в городе

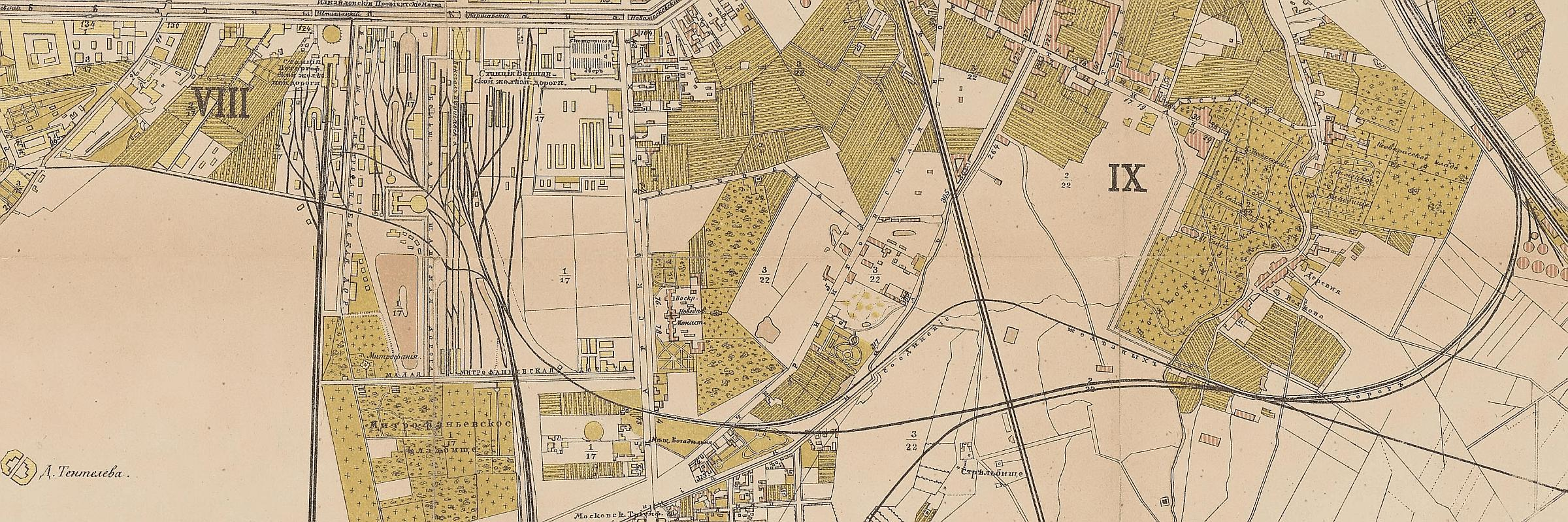
Ход Соединительной и Путиловской линий до реорганизации (карта 1884 года)

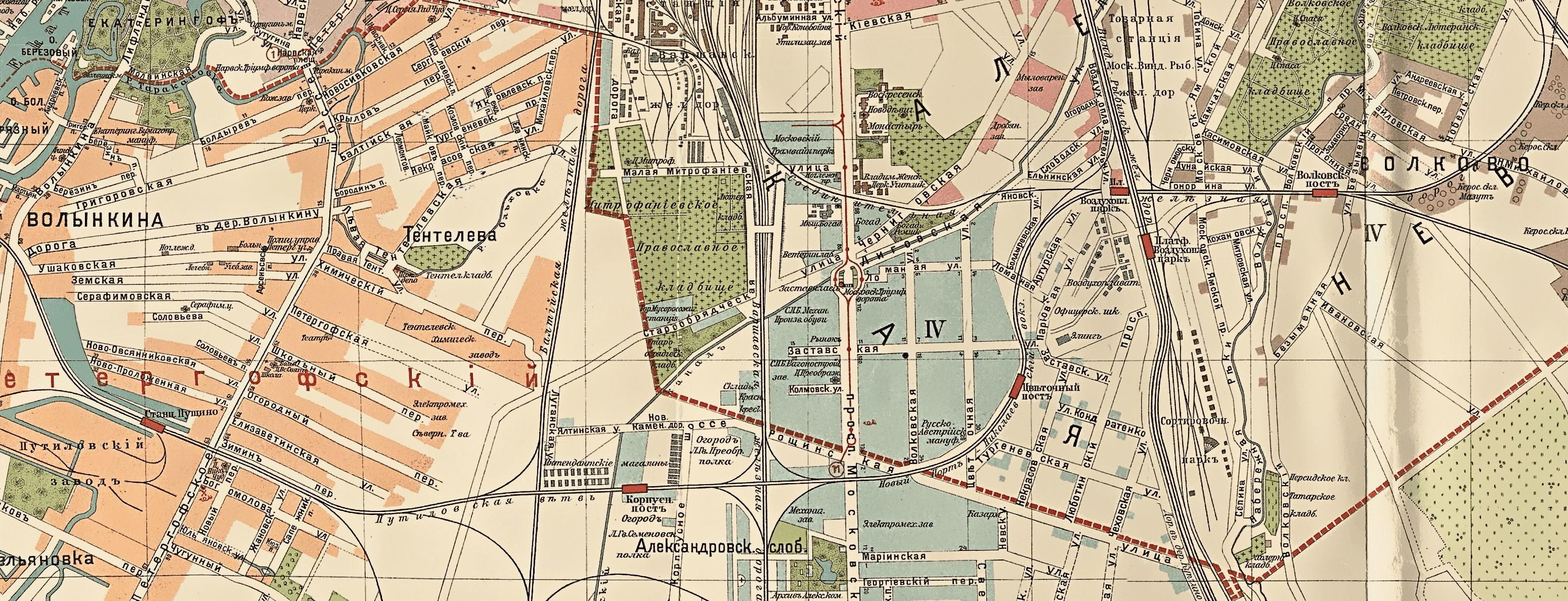
Местоположение Волковского поста на карте Петербурга 1912 года

Находится во Фрунзенском административном районе Санкт-Петербурга, неподалёку от одноимённых кладбища и станции метро. Станционные пути пересекают по мостам реку Волковку и Бухарестскую улицу, с запада к станции примыкает Витебская Сортировочная улица, с востока — улица Салова.
По соседству располагаются ряд крупных производственных предприятий, в том числе Купчинский завод ЖБИ, опытный завод «Нива», производственные мощности компании «Юнилевер» (заводы «Липтон» и «Северное сияние»), завод «Автоарматура» и др. С некоторыми предприятиями станция соединена подъездными путями.

## Расположение в железнодорожной сети
Помимо Путиловской линии, станцию также относят к Окружной линии Октябрьской железной дороги (т. н. «стратегическая ветвь»: линия Парголово — Парнас — Ручьи — Полюстрово — Дача Долгорукова (Ладожский вокзал) — Глухоозерская — Волковская — Цветочная — Нарвская — Автово). По станции проходит граница Санкт-Петербургского и Санкт-Петербург — Витебского регионов обслуживания Октябрьской железной дороги.
На Путиловской линии Волковская находится между станциями Глухоозерская и Цветочная. От станции ответвляется многопутная соединительная ветвь к станции Санкт-Петербург-Товарный-Витебский, а также ветка на бывшую тупиковую станцию Бадаевская. Кроме того, есть три пути примыкания на главный ход ОЖД: один в северном направлении в сторону Московского вокзала (исторический маршрут Соединительной линии) и два в южном в сторону станции Санкт-Петербург-Товарный-Московский. Примыкание южного соединения обозначено служебной платформой Пост 5 км, одна из веток проходит через Путиловский путепровод.

### Особенности движения
С 2015 года через станцию без остановки начал проходить объединённый международный пассажирский поезд Москва — Санкт-Петербург — Таллин (ранее курсировали две пары поездов до Петербурга и Москвы, московский поезд разъезжался в Ленинградской области на станции Стекольный). Через Волковскую поезд сворачивает на станцию Санкт-Петербург-Товарный-Витебский. Другие пассажирские поезда по Путиловской линии не ходят.

## Планы развития
В 2020 году были обнародованы планы масштабной реконструкции петербургского узла стоимостью около 600 миллиардов рублей. В этих планах станция Волковская рассматривается как новая альтернатива Московскому вокзалу для пассажиров дальних поездов, в связи с чем её предполагается радикально реконструировать вместе с прилегающей территорией, превратив в пересадочный узел. Московский вокзал предполагается оставить для скоростных и пригородных поездов.
В конце 2020 был озвучен план уже летом 2021 года запустить через Ладожский вокзал рельсовые автобусы в Кудрово от станции Волковская до станции Нева.

## Галерея

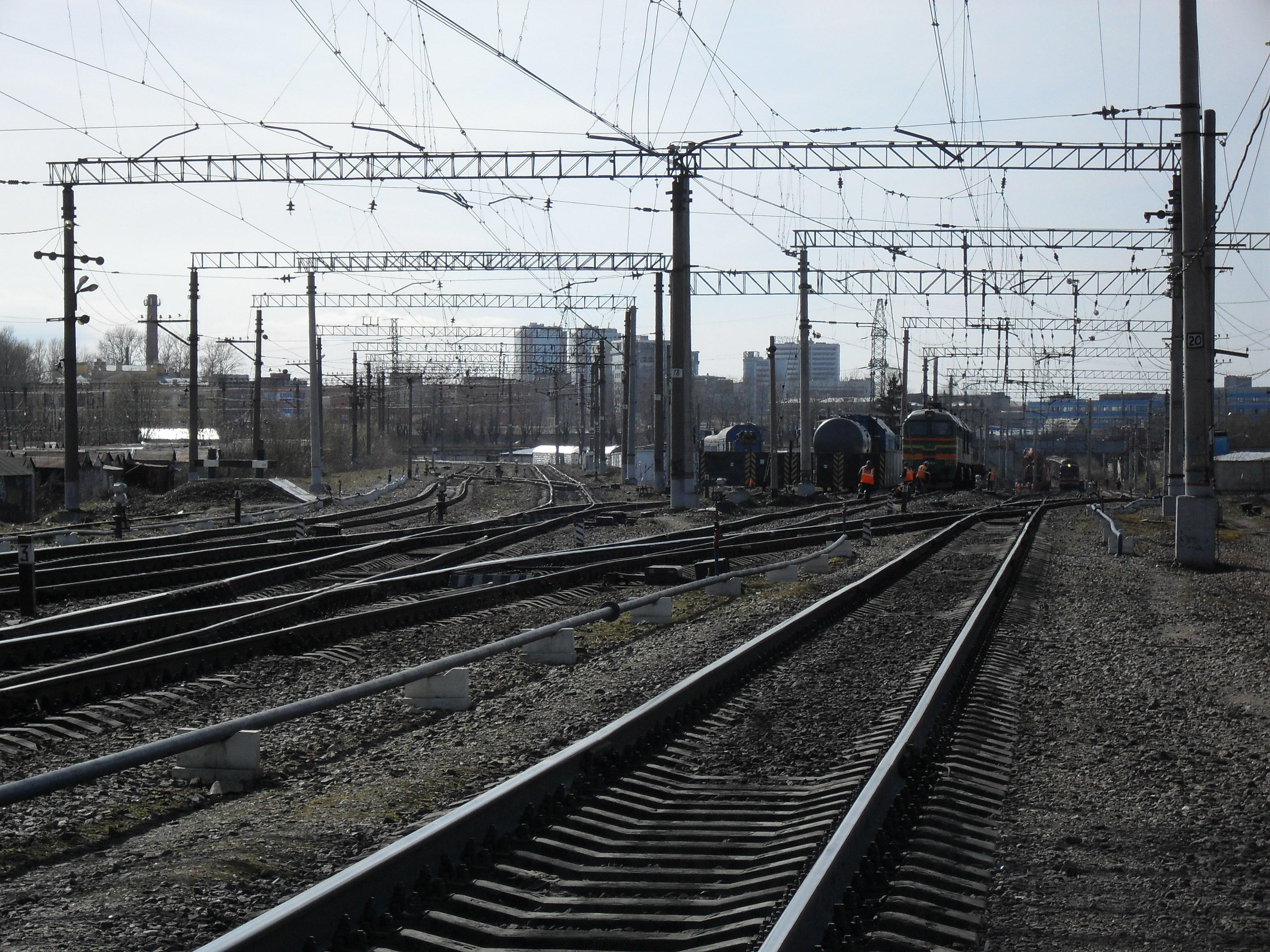
Вид на запад, прямо Окружная линия, налево примыкание к Витебскому ходу, посередине площадка восстановительного поезда ВП-4001
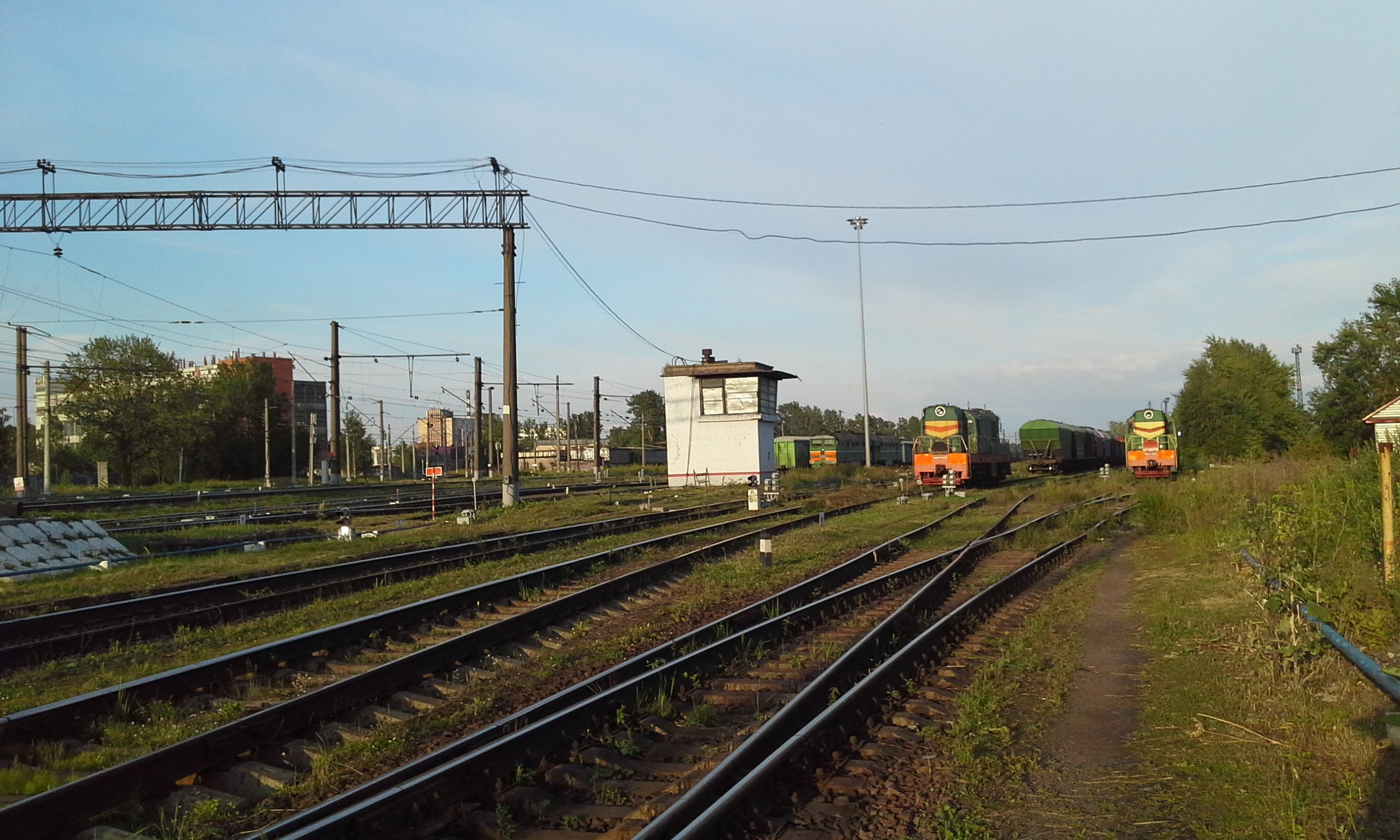
Грузовой парк
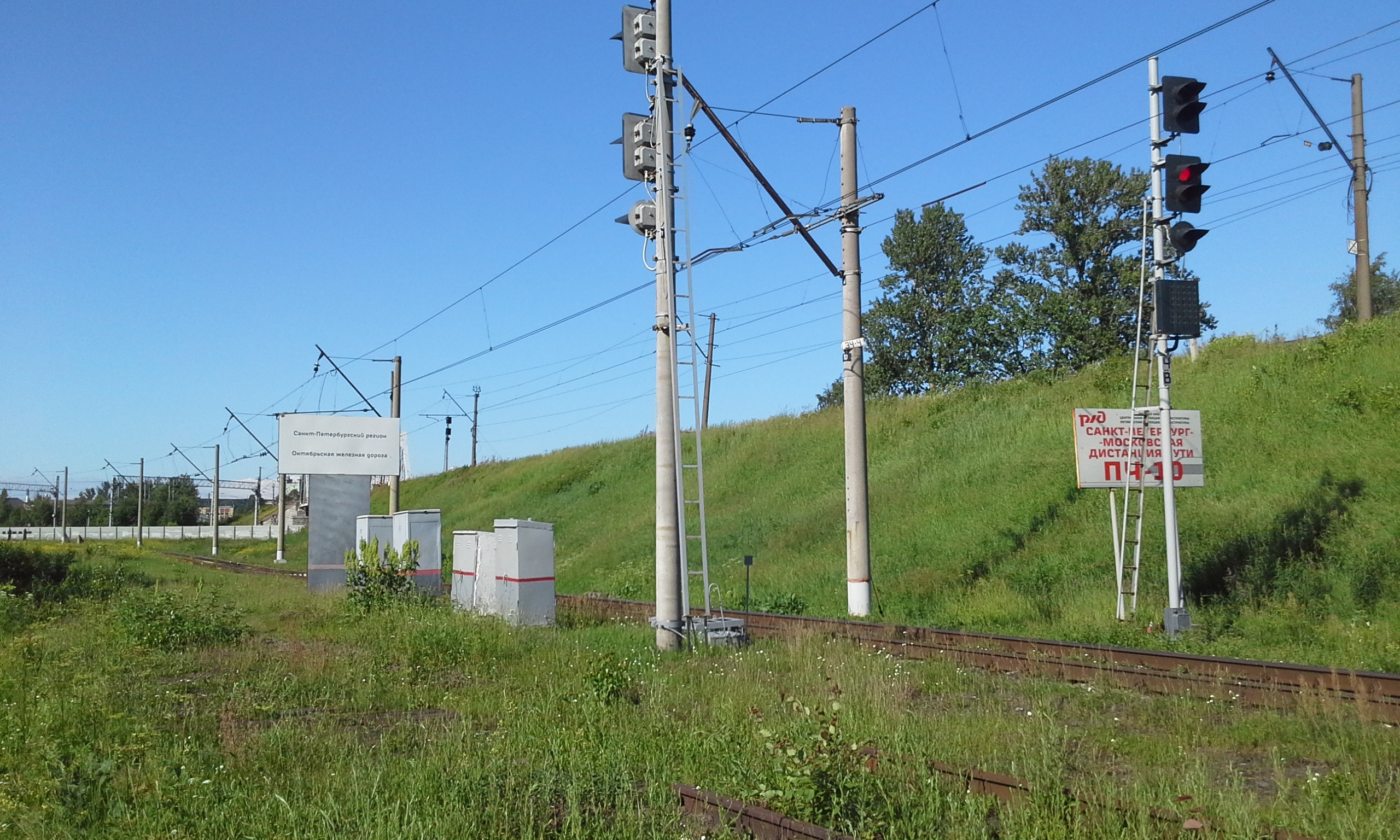
Граница регионов обслуживания ОЖД
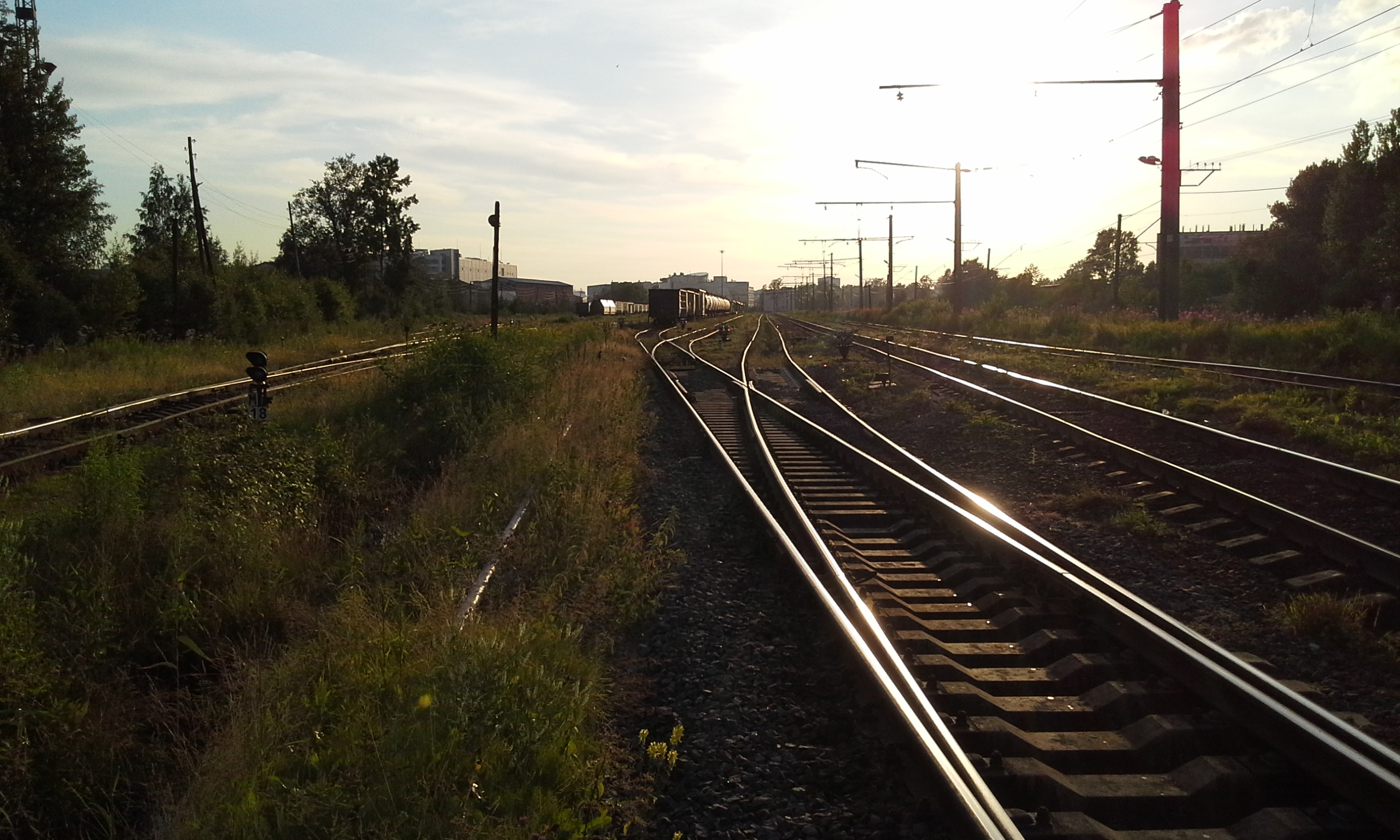
Грузовой парк с запада